# Arvild J. Baud
Arvild J. Baud (* 29. Dezember 1975 in Meiringen) ist ein Schweizer Künstler in den Bereichen Sound, Performance, Video-Art und Theater.

## Leben
Arvild Johannes Baud ist dänisch-schweizerischer Herkunft, verbrachte seine Kindheit in Langenthal und besuchte dort die Waldorfschule. Er studierte anschliessend an der F+F Schule für Kunst und Design in Zürich und ist seit 1999 als freier Soundkünstler, Performer und Komponist international tätig.
Bekannt wurde er mit seiner Zürcher Disco-Punk-Band Waldorf, mit der er zwei Alben und einige Singles veröffentlichte. Mit Waldorf trat er in Europa und in der USA in Clubs und an Festivals auf, unter anderem am Sónar in Barcelona oder am Electroclash-Festival in der Webster Hall in New York.
Baud arbeitet als Musikdesigner und Performer in Theatern in Deutschland, Schweiz und Österreich, beispielsweise an den Schauspielhäusern Zürich, Wien oder Hamburg, 2002 auch für die Nibelungenfestspiele in Worms. Er war bereits für Regisseure wie Nicolas Stemann, Stefan Pucher und Karin Beier tätig. In den letzten Jahren war Baud vor allem bei Inszenierungen von Karin Henkel engagiert. Mit ihr nahm er zweimal am Theatertreffen Berlin teil (2015 und 2018).
Zusammen mit seiner Lebenspartnerin, der deutschen darstellenden Künstlerin Iris Minich, gründete er 2009 in Hamburg das Performance-Kollektiv Jajaja. Seither tritt die Gruppe regelmässig mit ihren Produktionen im Hamburger Veranstaltungsort Kampnagel sowie an weiteren Spielstätten und Festivals auf. Ihre Werke sind eine multimediale Mischung aus Theater, Performance, Film und Visual Sound Art.
Arvild J. Baud ist auch Mitbegründer des Kunstvereins 2025ev. Hamburg.
Er lebt seit 2002 mit seiner Lebenspartnerin und dem gemeinsamen Sohn in Hamburg.

## Ausgewählte Produktionen mit Jajaja
- 2009: Prisoner’s Dilemma
- 2011: Tristan & Isoldes Jump'n'Run
- 2013: ATOPIA Ortlos, Anders
- 2017: ALLGORYTHM
- 2019: Atopic Politics

## Diskografie

### Alben mit Waldorf
- 2006: Age of Stupid
- 2013: Post Hormon Music & Choral Fantasy

### Singles mit Waldorf
- 2000: You’re My Disco
- 2002: Fashionist
- 2005: Get Ready For Your Last Dance
- 2013: Hail To The People